# Test Drive: Ferrari Racing Legends
Test Drive: Ferrari Racing Legends est un jeu vidéo de course automobile développé par Slightly Mad Studios et édité par Rombax Games. Le titre est publié pour la célébration des 65 ans du premier modèle de Ferrari construit : la Ferrari 125 S (1947).

## Système de jeu
Le jeu emprunte beaucoup à Need for Speed: Shift 2 dans le modèle dynamique et dans l'effet des dommages. Il s'étend sur 3 périodes : l'époque Or de 1947 à 1973, l'époque Argent de 1974 à 1990 et l'époque moderne de 1991 à 2011. Le titre couvre les domaines où Ferrari a remporté des courses, aussi bien dans la F1 que dans des courses de GT ou de Rallyes.